# Герресы
Герресы, или мохарры (лат. Gerres) — род лучепёрых рыб семейства мохарровых (Gerreidae). Максимальная длина тела представителей разных видов варьирует от 6,5 до 44,5 см. Распространены в восточной части Атлантического океана и Индо-Тихоокеанской области. Один вид, G. simillimus, из восточной Пацифики.

## Описание
Край предкрышки гладкий.
При полевых определениях видовой принадлежности мохарровых возникают определённые трудности, связанные с небольшими внешними различиями. Одним из диагностических признаков служит количество чешуй в боковой линии. Поскольку у герресов боковая линия заходит на основание хвостового плавника, то при идентификации указывают количество чешуй боковой линии до основания хвостового плавника (линия перегиба окончания гипуралий или точка при измерении стандартной длины тела) и количество чешуй на основании хвостового плавника. В случае утери чешуи при фиксации указывается только количество чешуй до основания хвостового плавника. Другим диагностическим признаком является количество рядов чешуи от основания пятого колючего луча спинного плавника (чешуя на самом плавнике не принимается в расчётах) наискосок до первого колючего луча анального плавника. Поскольку высота первой чешуи намного меньше высоты последующих чешуй, то данная чешуйная формула выглядит следующим образом, например, 4,5+1+9, где 4,5 — количество чешуй от основания спинного плавника до боковой линии, 1 — чешуя боковой линии и 9 — количество чешуй ниже боковой линии.

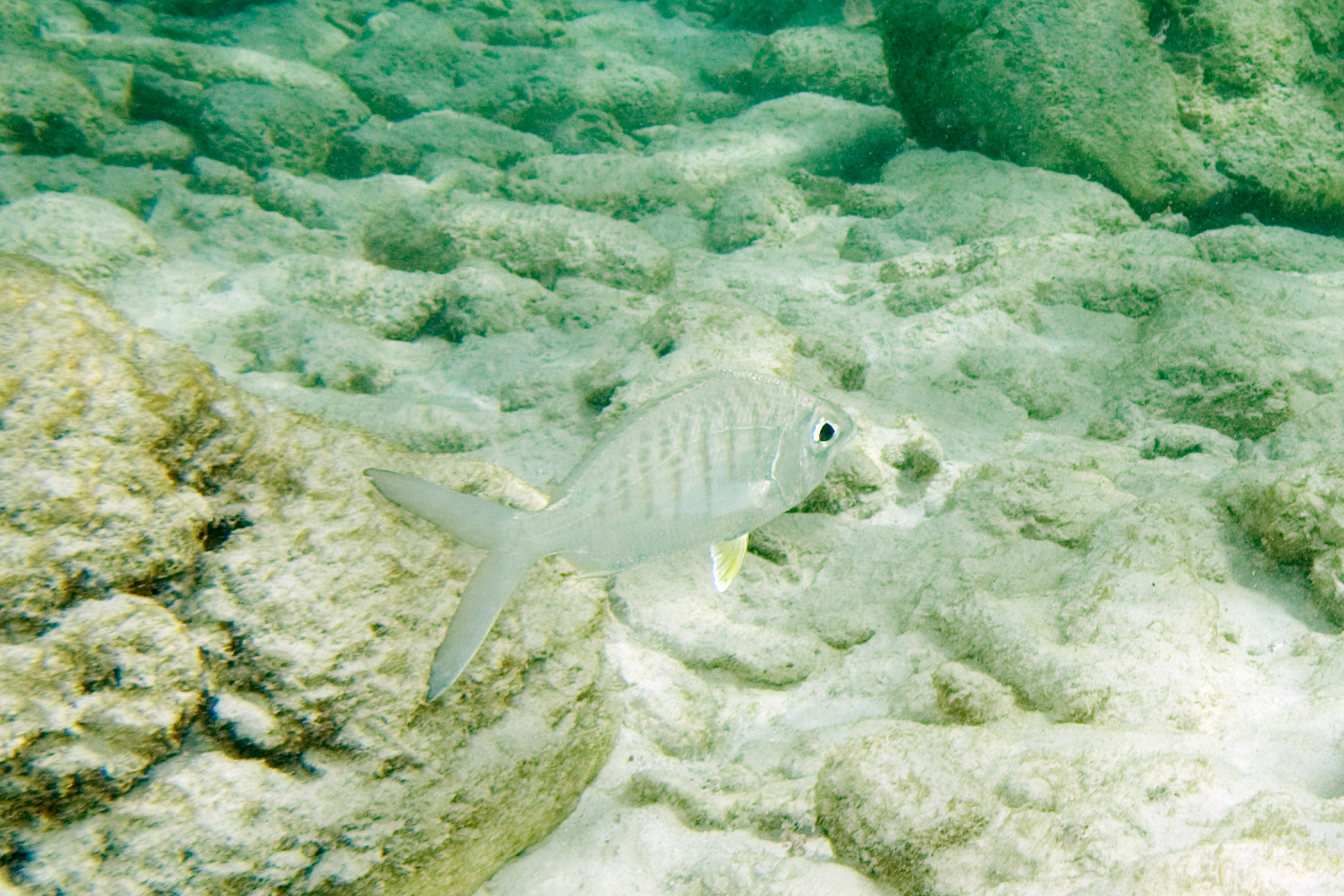
Gerres cinereus

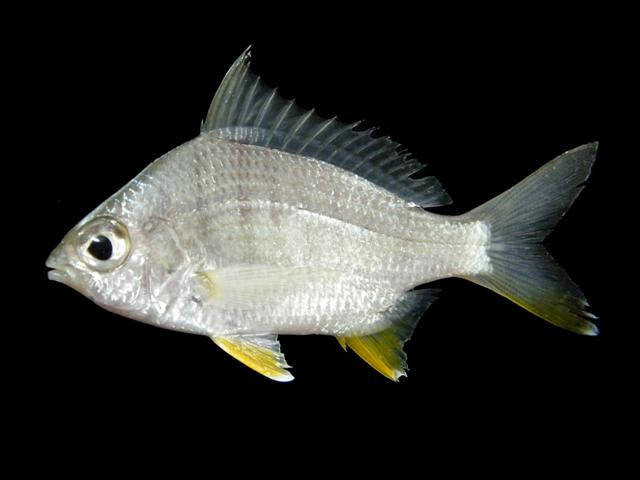
Gerres erythrourus

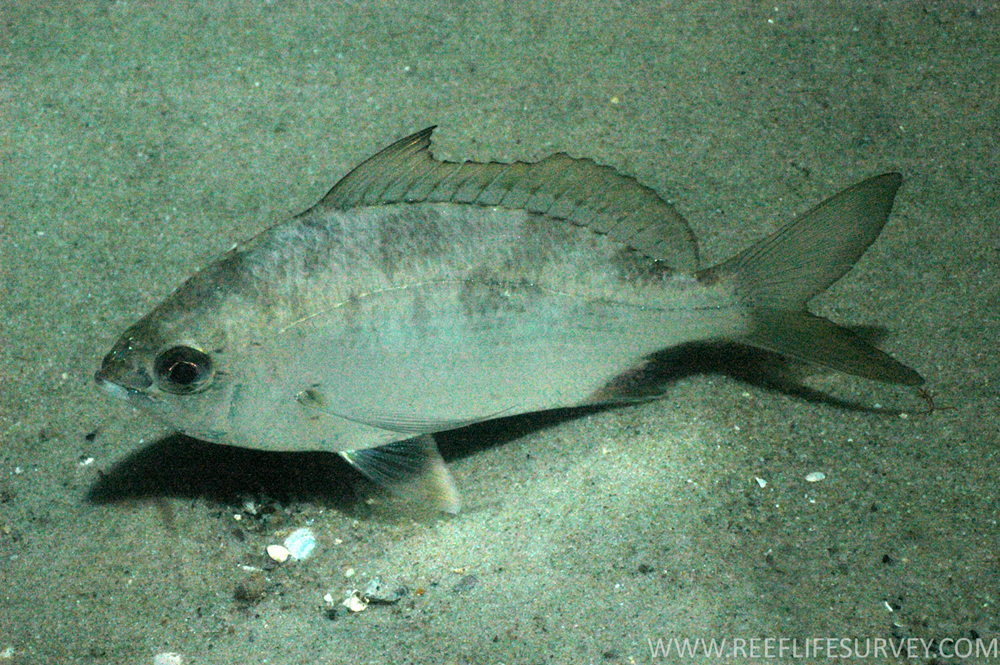
Gerres subfasciatus

## Классификация
В состав рода включают 28 видов:
- Gerres akazakii Iwatsuki, Seishi Kimura & Yoshino, 2007
- Gerres baconensis (Evermann & Seale, 1907)
- Gerres chrysops Iwatsuki, Seishi Kimura & Yoshino, 1999
- Gerres cinereus (Walbaum, 1792) — Серая мохарра
- Gerres decacanthus (Bleeker, 1864)
- Gerres equulus Temminck & Schlegel, 1844
- Gerres erythrourus (Bloch, 1791) — Высокотелая мохарра, или высокотелый геррес
- Gerres filamentosus Cuvier, 1829 — Серебристый геррес
- Gerres infasciatus Iwatsuki & Seishi Kimura, 1998
- Gerres japonicas Bleeker,  1854
- Gerres limbatus Cuvier, 1830
- Gerres longirostris (Lacépède, 1801)
- Gerres macracanthus Bleeker,  1854
- Gerres maldivensis Regan, 1902
- Gerres methueni Regan, 1920
- Gerres microphthalmus Iwatsuki, Seishi Kimura & Yoshino, 2002
- Gerres mozambiquensis Iwatsuki & Heemstra, 2007
- Gerres nigri Günther, 1859 — Гвинейская мохарра
- Gerres oblongus Cuvier, 1830 — Низкотелый геррес
- Gerres oyena (Forsskål, 1775) — Полосатая мохарра
- Gerres phaiya Iwatsuki & Heemstra, 2001
- Gerres ryukyuensis Iwatsuki, Seishi Kimura & Yoshino, 2007
- Gerres septemfasciatus J. Liu & Y. R. Yan, 2009
- Gerres setifer (F. Hamilton, 1822) — Тёмный геррес
- Gerres shima Iwatsuki, Seishi Kimura & Yoshino, 2007
- Gerres silaceus Iwatsuki, Seishi Kimura & Yoshino, 2001
- Gerres simillimus Regan, 1907
- Gerres subfasciatus Cuvier, 1830